# Balbisia stitchkinii
Balbisia stitchkinii är en tvåhjärtbladig växtart som beskrevs av Mario Héctor Ricardi Salinas. Balbisia stitchkinii ingår i släktet Balbisia och familjen Vivianiaceae. Inga underarter finns listade i Catalogue of Life.